# Andrés Granier Melo
Andrés Rafael Granier Melo (Villahermosa, Tabasco; 5 de marzo de 1948) es un químico y político mexicano, miembro del Partido Revolucionario Institucional. Fue gobernador de Tabasco entre 2007 y 2012.
Fue detenido el 25 de junio de 2013 en la Ciudad de México luego de ser citado a comparecer en la Procuraduría General de la República (PGR) acusado de los delitos de peculado y evasión fiscal. Un mes después fue enviado a prisión, sin embargo permaneció en la Torre Médica del Centro de Reinserción Femenil de Tepepan, debido a su estado de salud.
El 18 de enero de 2019, un juez le concedió prisión domiciliaria, en atención a su edad en ese momento. Finalmente el 8 de mayo de 2019 fue absuelto de forma absoluta por un juez.
Fue candidato de la Coalición Va por México a Presidente Municipal del Ayuntamiento de Centro en las elecciones de 2021, donde quedó en segundo lugar, superado por Yolanda Osuna Huerta, quien resultó electa.

## Incursión en la política
Afiliado al Partido Revolucionario Institucional, estudió un posgrado en Administración Pública Estatal y en Administración Pública Municipal en la UNAM.
Ha estado ligado al área de la salud desde 1967, como Jefe de Laboratorio de Análisis Clínicos del IMSS; y en 1982, en la Jefatura del Laboratorio de Toxicología, en la Procuraduría General de Justicia del Estado de Tabasco.
Para 1983 ocupó el cargo de director de Control del Agua de los Servicios de Agua Potable y Alcantarillado del Estado de Tabasco (SAPAET), de los que posteriormente fue nombrado director general. Entre 1995 y 1997, se desempeñó como director de Desarrollo Social del Ayuntamiento de Centro, Tabasco.

## Presidente municipal
En 2000 ganó la Presidencia Municipal de Centro, el corazón político y económico de Tabasco, ya que en él se localiza la ciudad de Villahermosa, capital del estado, desempeñando el cargo en el período 2000 - 2003.
Ideó y desarrolló el proyecto del Centro de Entretenimiento y Negocios del Malecón (CENMA), un espacio ubicado a las orillas del río Grijalva en el centro de la ciudad, en el que se asientan restaurantes y bares, y que da vida a la zona más importante de la capital. Aunque esta obra se construyó con dinero del gobierno estatal durante el sexenio de Manuel Andrade Díaz, cuando Granier ya había dejado el cargo de Presidente Municipal.
Durante su gestión, llegó a ocupar la Presidencia de la región Sur de la Federación Nacional de Municipios de México (FENAM).

## Gobernador de Tabasco
Fue electo Gobernador de Tabasco en las elecciones estatales de 2006.
En 2007, enfrentó las peores inundaciones de Tabasco en las que se inundó el 80% de la capital del estado y casi el 70% del estado, dejando como saldo más de un millón de damnificados y pérdidas, según la CEPAL, por el orden de los 33 mil millones de pesos, siendo esta una de las peores catástrofes naturales en México.
Posteriormente en 2008 volvió a enfrentar inundaciones en la región de Los Ríos, y en 2009 en la región de la Chontalpa.
En 2009 durante su gestión arribaron al estado los primeros dos cruceros turísticos en la historia de Tabasco. Igualmente, se amplió la infraestructura en materia de salud y educación. También desarrolló el programa de modernización del transporte público, por medio del cual se sustituyeron combis y microbuses por autobuses denominados "Transbus" y "Transmetropolitano", modernas unidades equipadas con aire acondicionado que brindaban un servicio más seguro y cómodo a los usuarios.
Durante su gestión, presentó el Programa de Reconstrucción y Reactivación para Transformar Tabasco (PRET), que fue un complemento del Plan de Desarrollo Estatal (PLED). 

## Controversias

### Acusaciones de corrupción
Andrés Granier concluyó su gestión en medio de fuertes cuestionamientos de corrupción, que desataron, en diciembre de 2012, la peor crisis en el Sistema Estatal de Salud, al quedar los hospitales sin recursos para adquisición de medicamentos y materiales quirúrgicos, así mismo, miles de pensionados y burócratas exigieron el pago de sus pensiones y sueldos que no fueron pagados, y cientos de proveedores del Gobierno del Estado, reclamaban el pago de los bienes y servicios prestados. Esta creciente inconformidad social, obligó al entonces Gobernador, a salir del estado dos días antes de que terminara su sexenio, sin presentarse a la ceremonia de traspaso del Poder Ejecutivo en el Congreso local.
El lunes 25 de junio de 2013  fue detenido en cumplimiento de dos órdenes de aprehensión por la presunta comisión de los delitos de operaciones con recursos de procedencia ilícita y defraudación fiscal. 
El 1 de marzo de 2018 fue condenado a 11 años de prisión por peculado, pero el 7 de enero de 2019 fue puesto en prisión domiciliaria.
Luego de cinco años de permanecer en la cárcel dentro del Reclusorio de Tepepan, en la Ciudad de México y varios meses de arraigo domiciliario, el 8 de mayo recibió sentencia de libertad absoluta por un juez.
Fue señalado por la revista estadounidense Forbes como una de las "10 Personas más corruptas en México" en el 2013.

### Acusaciones contra Saiz Pineda
José Manuel Saiz Pineda, su secretario de Finanzas, fue acusado de comprar una mansión en una zona residencial de Houston, Texas, cuyo costo era de 1 millón de dólares. Saiz Pineda realizó siete transferencias a la compañía Partners in Building por un monto de 9 millones 150 mil pesos para pagar dicha mansión entre los meses de agosto, septiembre y octubre de 2012.
En el momento que se cateó la oficina del Saiz Pineda, se detectaron varios registros de transferencias electrónicas a cuentas en bancos de Singapur y Suiza y dos tarjetas de crédito expedidas por el Union Bank Switzerland a nombre de su esposa, Silvia Beatriz Pérez Ceballos. También se le encontraron en su domicilio cuatro motocicletas valuadas en 841 mil pesos.

### Los 400 trajes
El 17 de octubre de 2012, Andrés Granier visitó la Ciudad de México, y en una reunión con unos amigos les comento que tenía 400 pares de zapatos, mil camisas, 400 pantalones, 300 trajes, todos muy caros de gran lujo, los cuales compró en tiendas exclusivas de Los Ángeles, California y en la Quinta Avenida de Nueva York.